# Antonio Gracia López
Antonio Gracia López, né le 10 février 1917 à Barcelone (Catalogne, Espagne), est un footballeur espagnol qui jouait au poste d'attaquant.

## Biographie
Antonio Gracia débute en première division avec le FC Barcelone en 1939 à l'âge de 22 ans.
Lors de la saison 1940-1941, il joue 19 matchs et marque 9 buts. Lors de la saison 1941-1942, il joue de nouveau 19 matchs et marque 7 buts. Il remporte la Coupe d'Espagne en 1942. Lors de la saison 1942-1943, il ne dispute que 4 matchs.
En 1943, après quatre saisons avec Barcelone, il rejoint le CE Sabadell qui joue en première division. En 1945, Sabadell descend en deuxième division et Antonio Gracia met un terme à sa carrière de joueur.
Il joue un total de 79 matchs en première division et marque 25 buts.

## Palmarès
Avec le FC Barcelone :
- Vainqueur de la Coupe d'Espagne en 1942